# AGILE
AGILE（Astro‐rivelatore Gamma a Immagini LEggero）はイタリア宇宙機関のX線・ガンマ線天文衛星。2007年4月23日、インドのPSLV-C8によって打ち上げられた。打ち上げ時の重量は352kg。
衛星の設計・開発・製造はミラノのカルロ・ガヴァッツィ・スペース（Carlo Gavazzi Space）を中心に、いくつかの産業・研究施設が行った。AGILEはX線とガンマ線で遠天体を撮影できる観測装置を搭載している。
衛星からの信号はマリンディの地上局によって受信されている。